# 蛍池駅
蛍池駅（ほたるがいけえき）は、大阪府豊中市にある、阪急電鉄（阪急）および大阪モノレールの駅。駅番号は阪急がHK-47、大阪モノレールが12。

## 概要
阪急に3つある大阪モノレールとの乗換駅の1つで、当駅では宝塚本線と大阪モノレール本線が接続する。
1997年に大阪モノレール線が延伸して大阪空港（伊丹空港）に直接乗り入れるようになり、延伸区間内に蛍池駅が開業すると、阪急側の駅も、2003年から急行が停車するなど、他社線との接続駅として線内での重要性を次第に増してきた。
具体的には、延伸開業以前は空港連絡バス、路線バス、タクシーなどに頼っていた空港利用者が、当駅で乗り換えてモノレールで空港に向かうことが増えたため、空港へのアクセスルートを構成する駅としても重要性を増している。
大阪梅田駅 - 大阪空港駅間の移動において、阪急線と大阪モノレール線を利用するルートは、定時性や頻度、運賃において空港連絡バスより優位に立っており、空港に向かう交通手段として当駅経由のモノレール・阪急線の利用を呼びかける広告も両社に見られる。

## 歴史
阪急蛍池駅の開業は、宝塚本線開業の約1か月後のことである。
駅名は駅の外れにある池の名称に因んでいるが、池としての「蛍池」は駅から北東に約400メートル離れている。当駅付近は古くは麻田藩（→麻田県）青木氏の領地であり、本来なら駅名として「麻田」とするのが適当であるが、「駅名が『麻田』では面白くない」という、阪急の創業者小林一三の意向でより適切な駅名を検討した結果、当時の蛍狩りの名勝、蛍池を駅名に冠することとなったのだという。その後1947年（昭和22年）には駅周辺の地名も駅に倣って「蛍池」となった。
当駅から大阪国際空港へは阪急バスの路線バス（空港線）が運行されており、永らく空港連絡バスとして機能していた。1993年9月時点では、昼間時間帯でおよそ5分間隔（1時間あたり10往復）もの本数が運行されていたが、1997年4月に大阪モノレールが開通すると、新大阪からの便を除き、運行休止となり、空港連絡の輸送手段は大阪モノレールに変わった。当時は普通しか停車しなかったが、大阪モノレール開業6年後の2003年8月30日より急行・快速急行（快速急行は2006年に休止、急行に置き換え）が停車を開始したことで、空港連絡駅としての利便性が向上した。
大阪モノレールは大部分で中央環状線に沿うように走っているが、中央環状線から外れる柴原阪大前駅 - 大阪空港間で用地買収が難航したため、大阪モノレールの蛍池乗り入れは大幅に遅れ、1994年9月から約2年半の間は、柴原駅が終着駅であった。大阪モノレール蛍池駅を含む区間が開業したのは当初開業予定の1991年から遅れること6年の1997年4月である。

### 年表
- 1910年（明治43年）4月25日：箕面有馬電気軌道（現在の阪急電鉄）の蛍ヶ池駅が開業[4]。
- 1994年（平成6年）9月30日：阪急電鉄の駅が橋上駅舎化される[5]。
- 1997年（平成9年）4月1日：大阪モノレール線が大阪空港駅まで延伸[6][7]。同時に同線の蛍池駅開業、乗換駅となる[7]。
- 2003年（平成15年）8月30日：快速急行（2006年に休止）・急行の停車駅となる。
- 2013年（平成25年）12月21日：阪急電鉄の駅に駅番号を導入[8][9]。
- 2015年（平成27年）3月21日：ダイヤ改正により通勤急行廃止。これにより、平日朝ラッシュ時の梅田方面からの当駅通過列車がなくなる。
- 2019年（令和元年）12月7日：大阪モノレールの駅で可動式ホーム柵の使用を開始[10]。
- 2025年（令和7年）3月27日：阪急電鉄の駅で可動式ホーム柵の使用を開始[11]。

## 阪急電鉄
相対式ホーム2面2線を有する地上駅である。
分岐器や絶対信号機を持たないため、停留所に分類される。橋上駅舎を持ち、駅舎内には改札口が1か所とコンビニエンスストアのローソンがある。トイレは各ホームにあり、多機能トイレも両方にある。
ホーム有効長は8両編成分のため、かつて運行されていた10両編成の列車は通過していた。2022年12月17日のダイヤ改正で、唯一10両編成だった通勤特急は8両編成に短縮されたが、当駅には引き続き停車しない。
以前は阪急電鉄の停車駅案内や駅名標に「大阪国際空港前」という副駅名が見られた。その後、関西国際空港開港後に一部で「大阪空港前」という案内に変更され、2004年以降は「大阪空港前」というアナウンスもなくなり、大阪空港へはモノレールに乗り換える旨の案内がなされるのみとなっている。
2019年9月下旬までは、駅名標には副駅名の表示をテープで隠した跡が残されていたが、隣の駅が「石橋→石橋阪大前」に改称されるのに伴い、駅名標も新しいものに交換されたため、当駅が大阪空港の最寄駅であった痕跡は見られなくなった。
1994年の橋上駅舎供用開始以前は、改札内に構内踏切が存在していた。この構内踏切は隣接する一般の踏切との距離が近く、改札内外への不正通行を防ぐため両踏切の間の軌道上には突起状の障害物や注意を促す看板が設置されていた。

### のりば

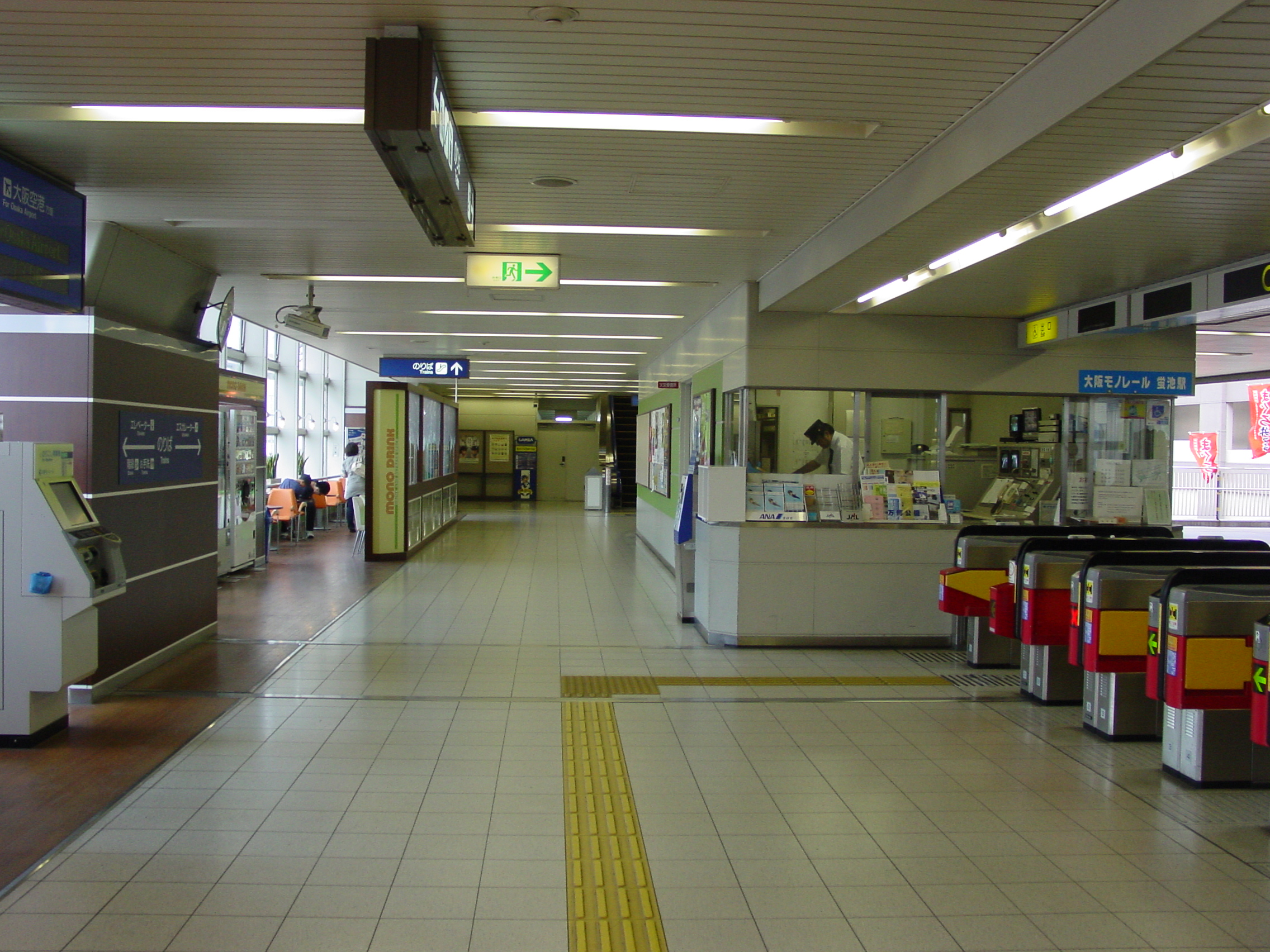
改札（2009年6月）
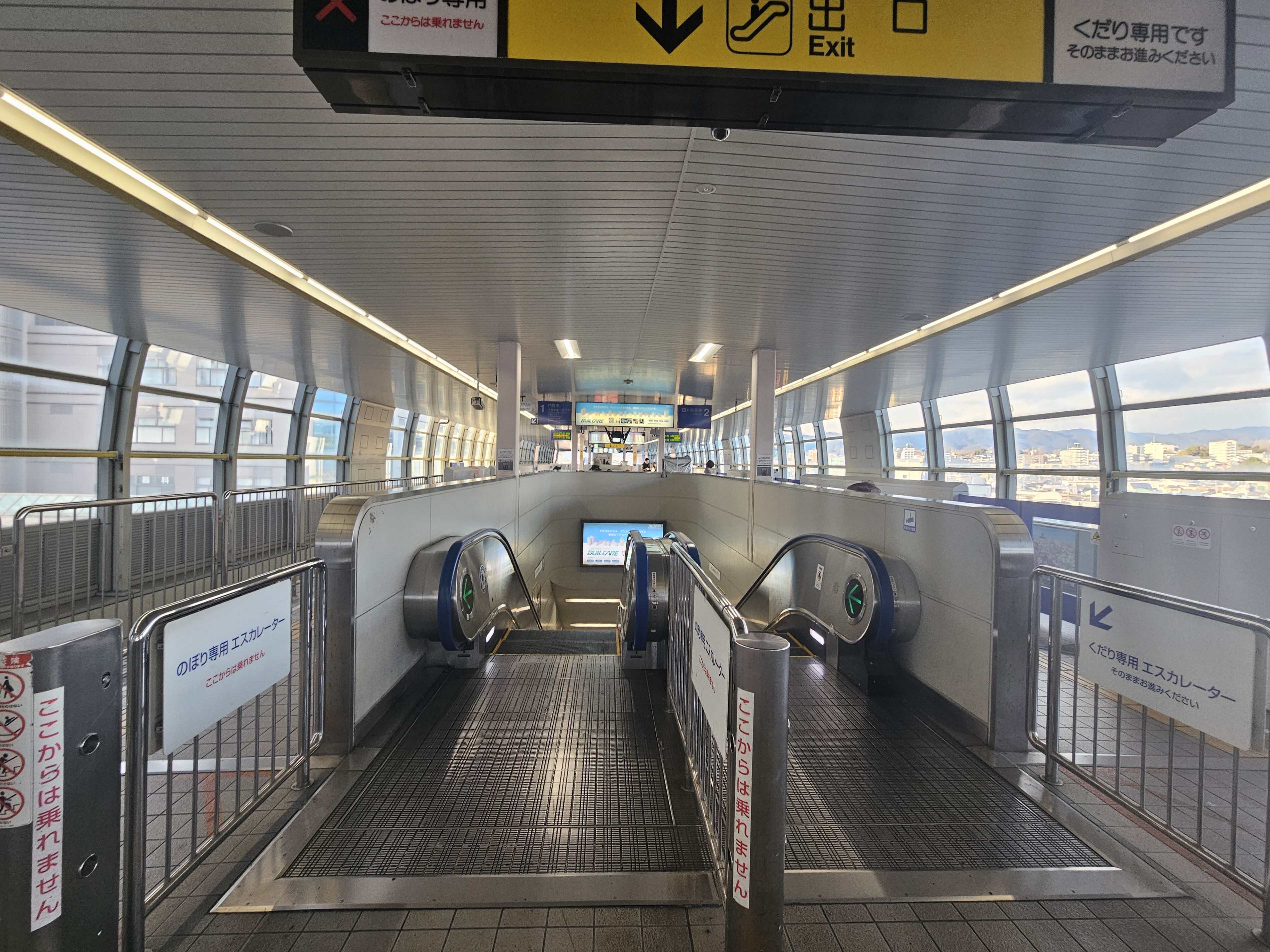
ホーム（2025年2月）
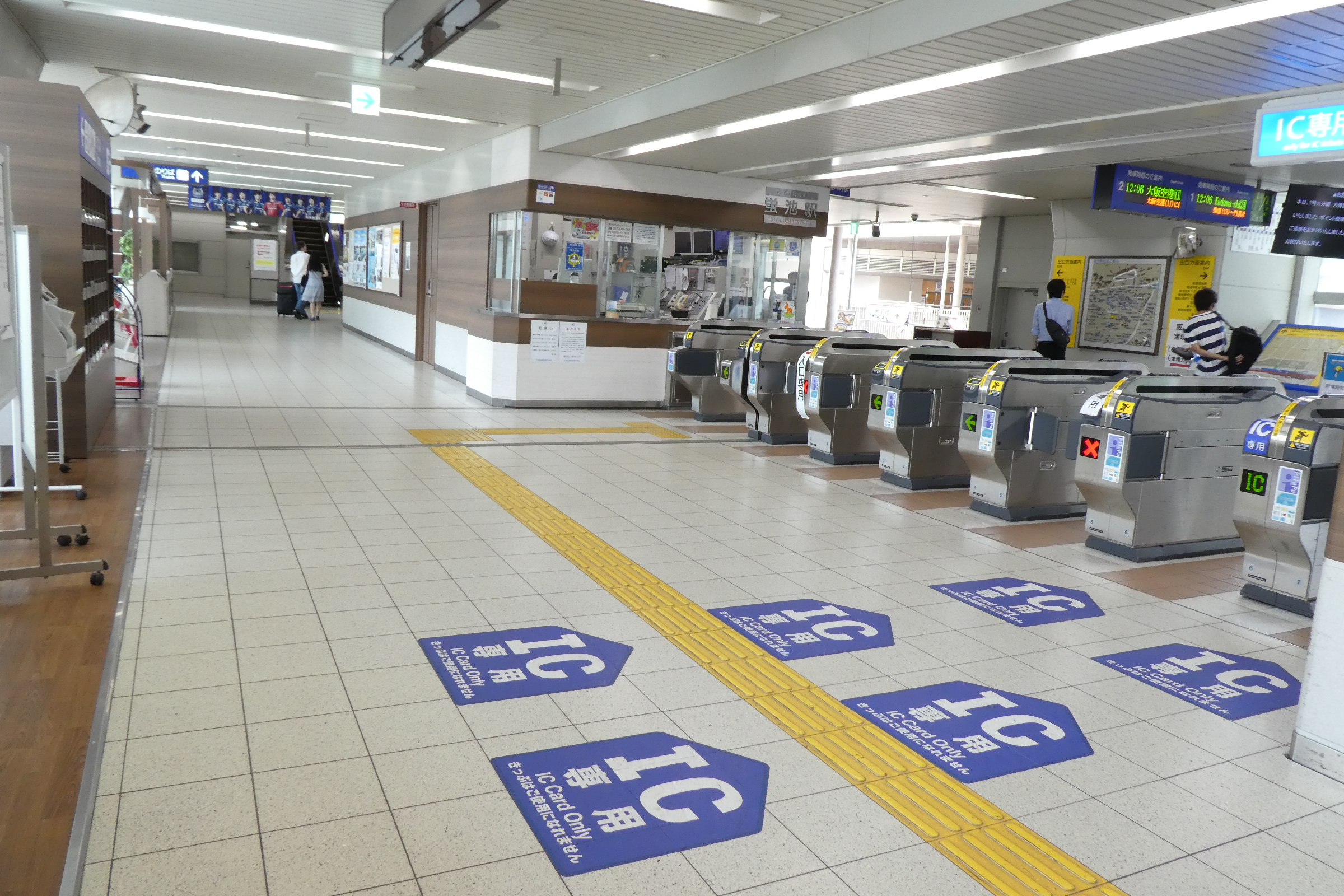
改札（2019年）

| 号線 | 路線      | 方向 | 行先         |
| ---- | --------- | ---- | ------------ |
| 1    | ■宝塚本線 | 下り | 宝塚方面     |
| 2    | ■宝塚本線 | 上り | 大阪梅田方面 |

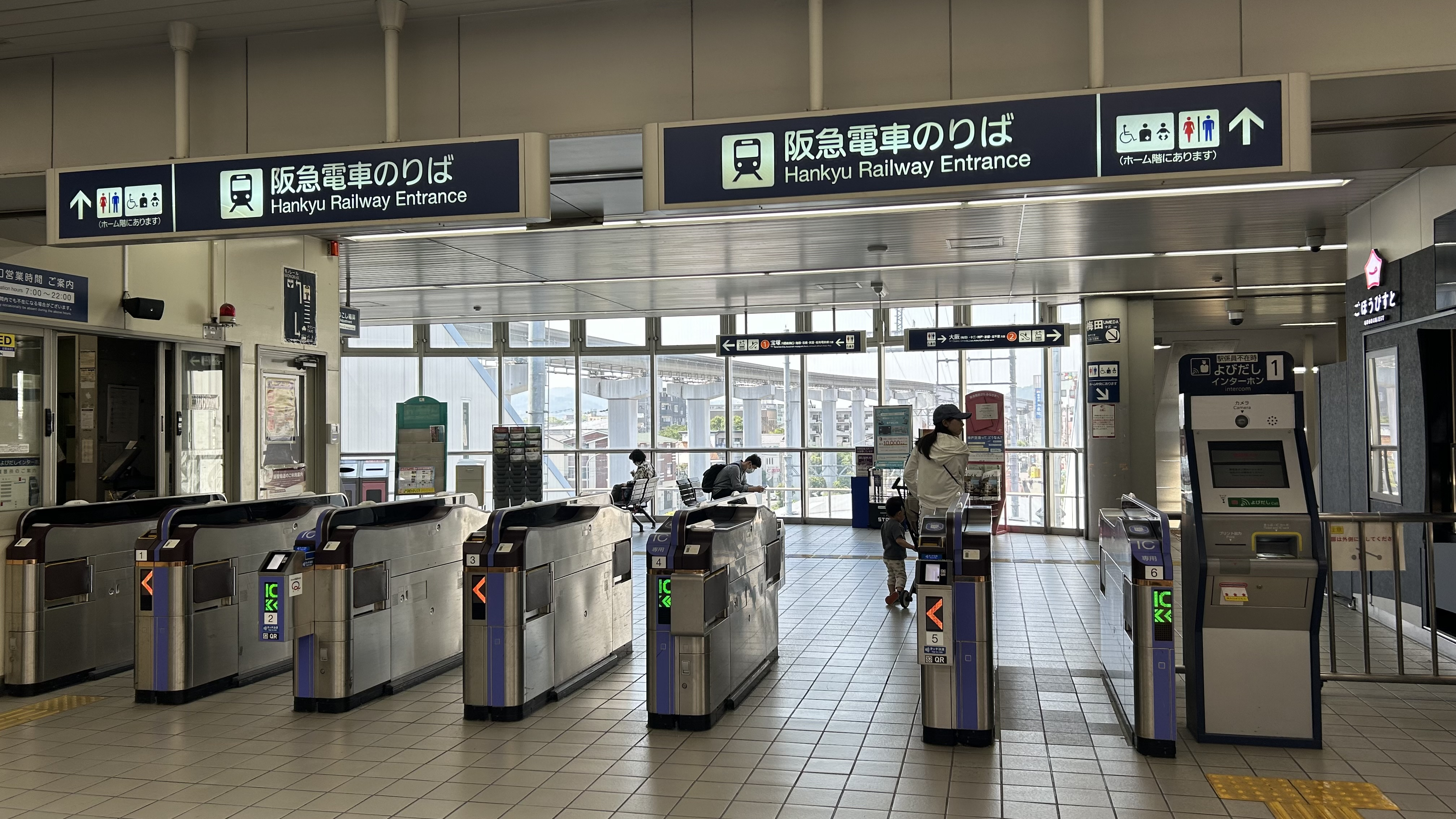
改札口
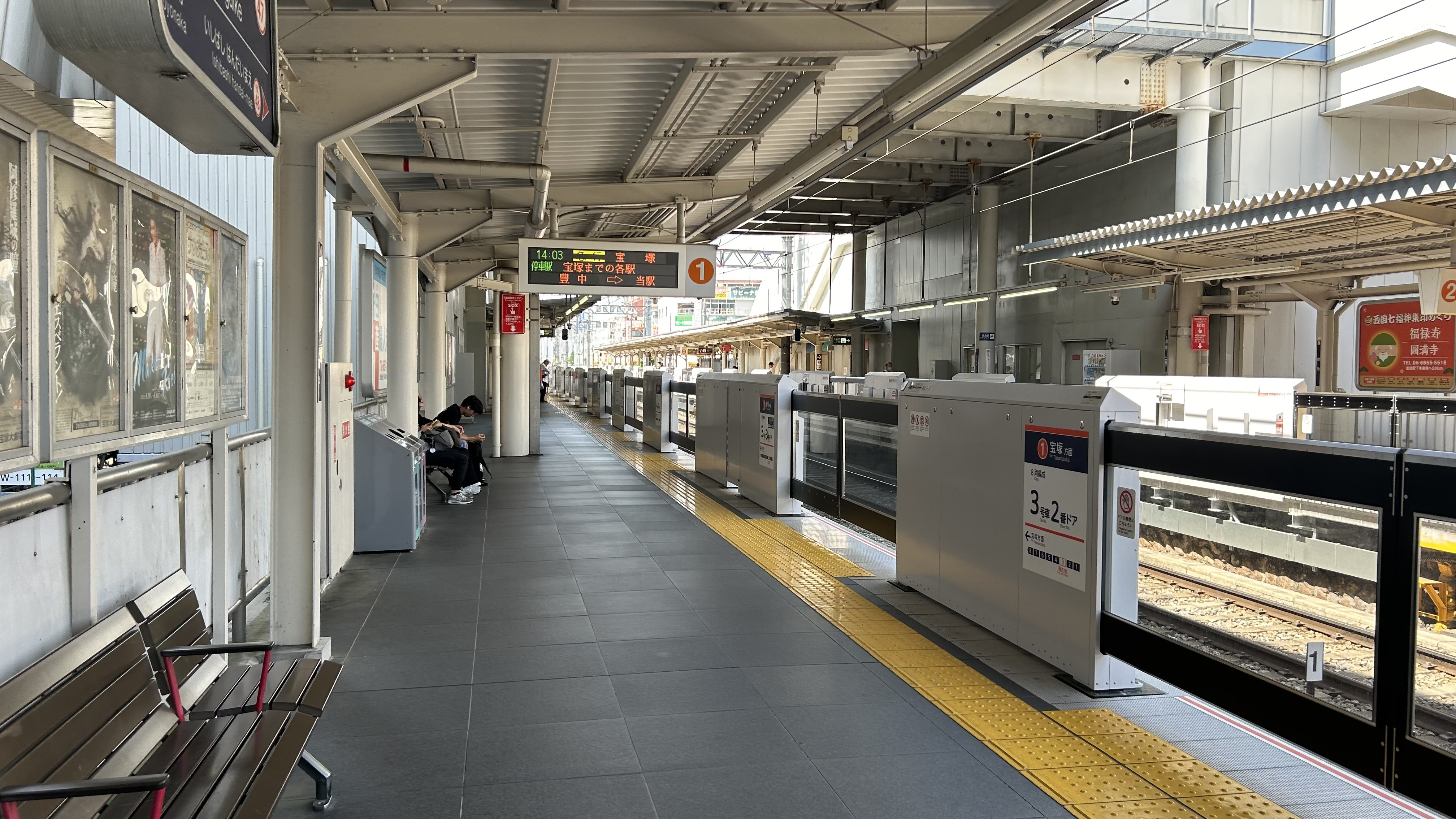
1号線ホーム
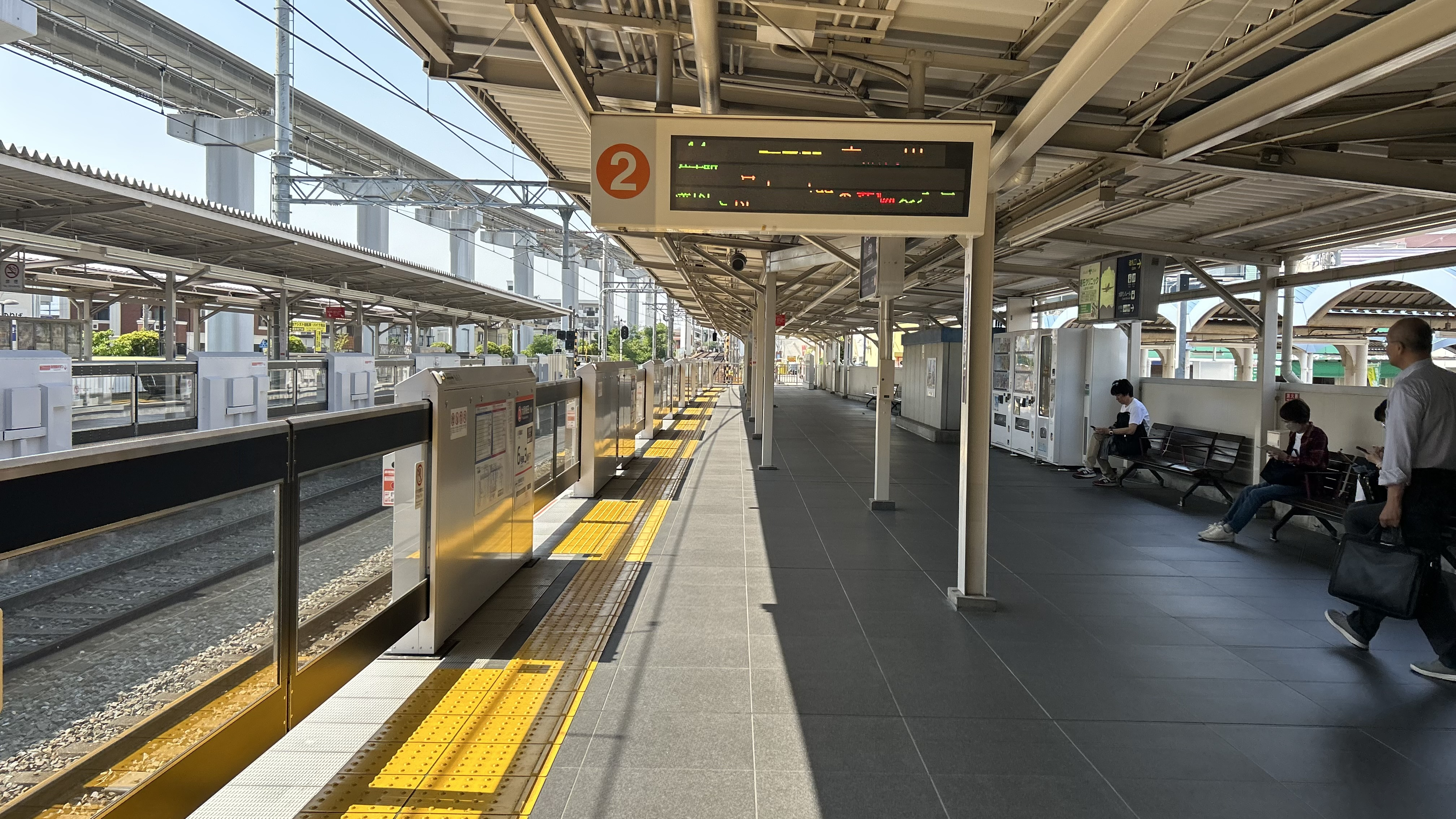
2号線ホーム
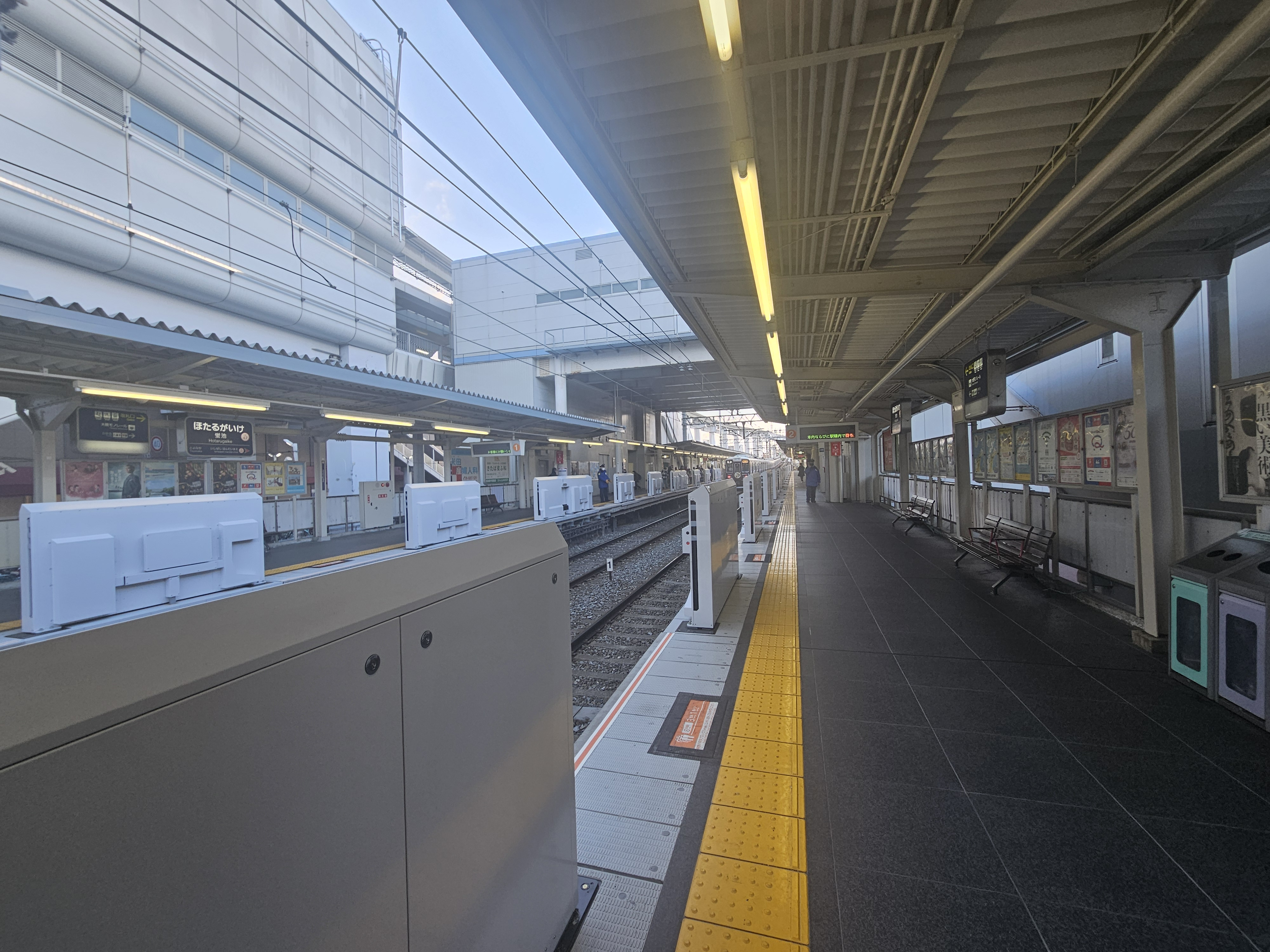
ホーム（2025年2月、ホームドア使用開始前）
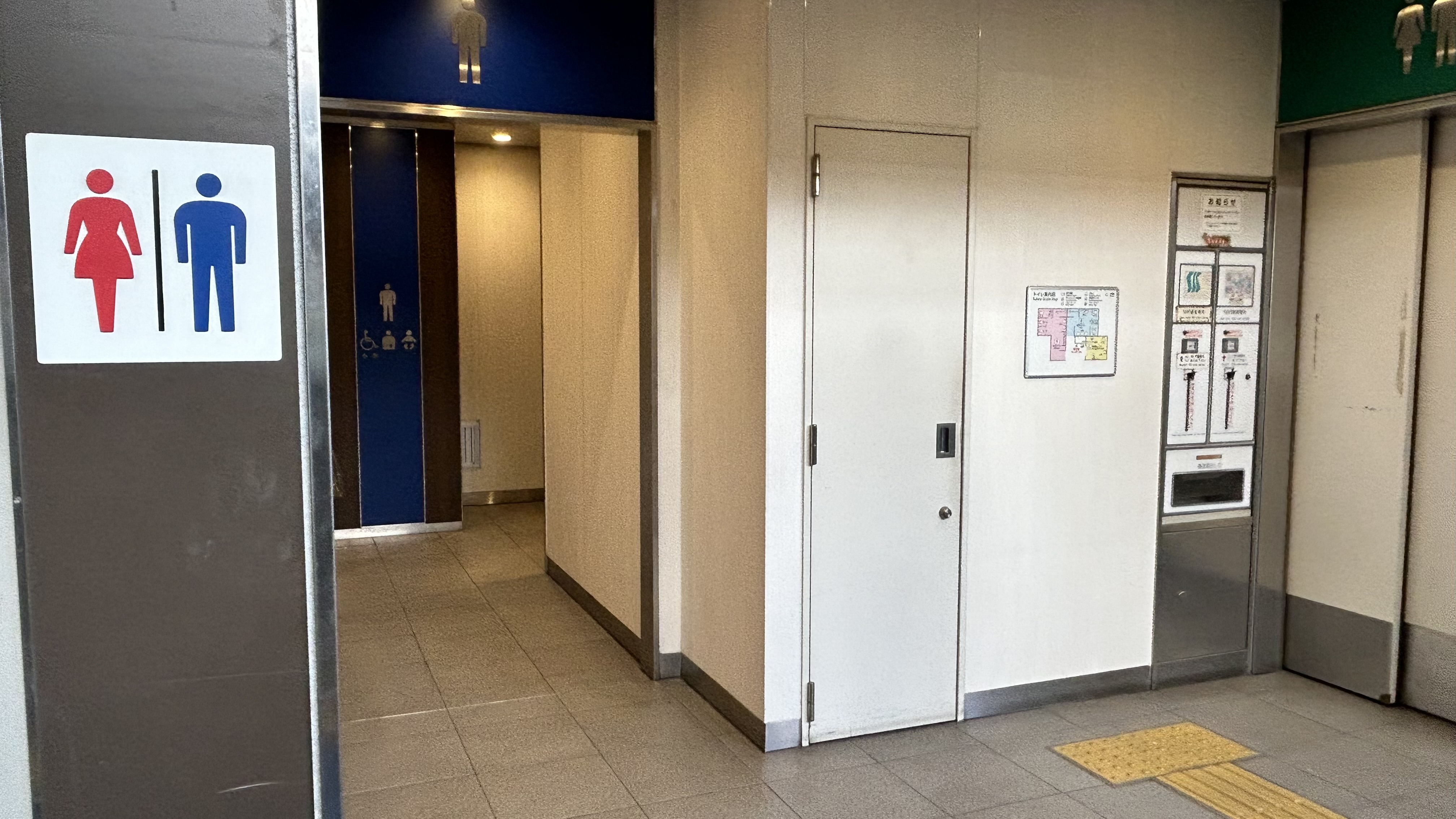
1号線ホームトイレ
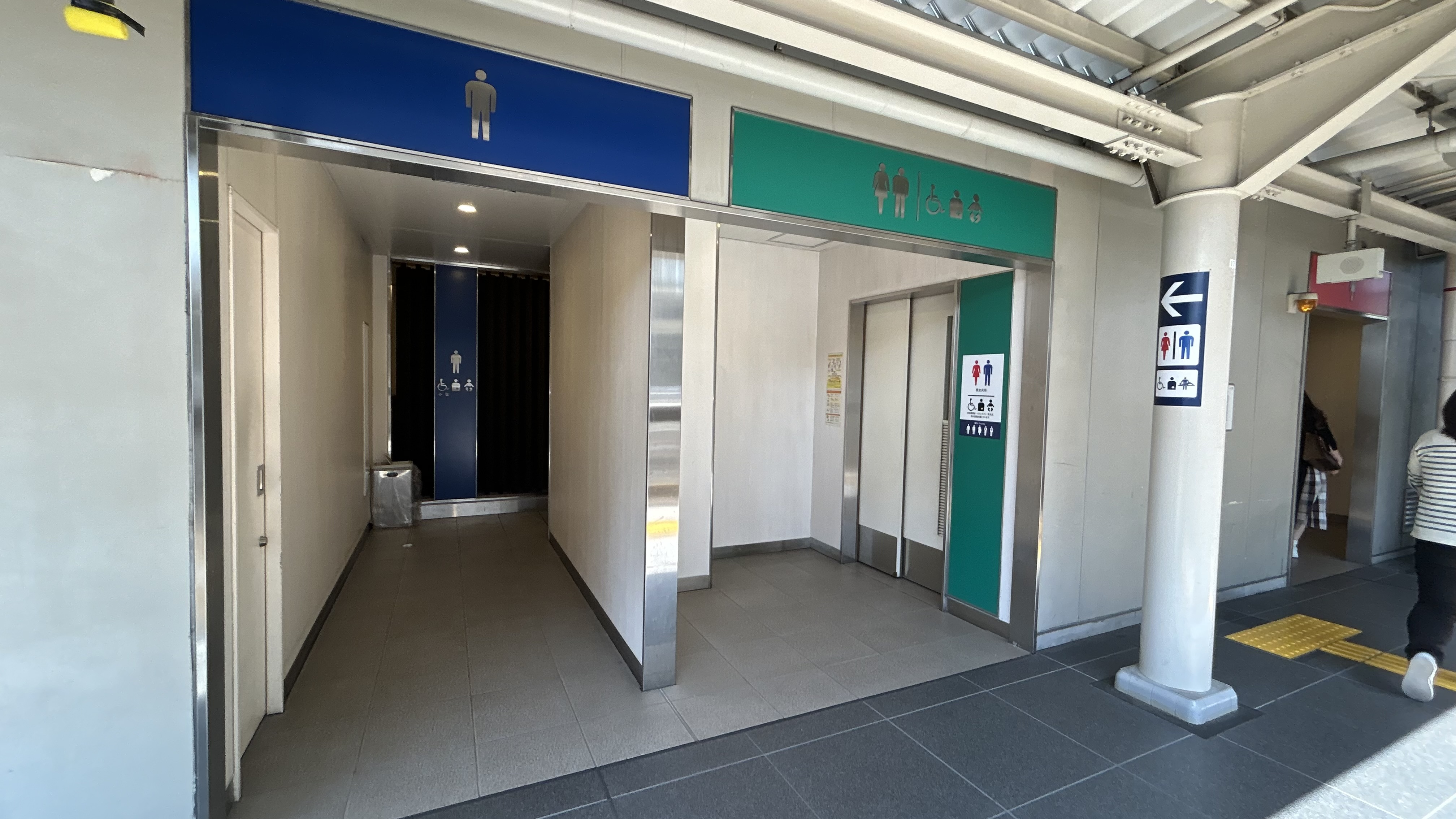
2号線ホームトイレ
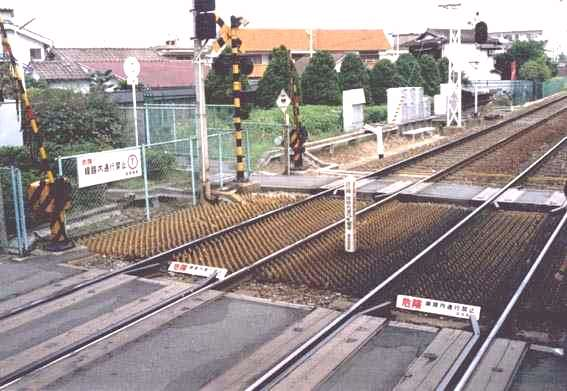
地上駅舎時代の構内踏切
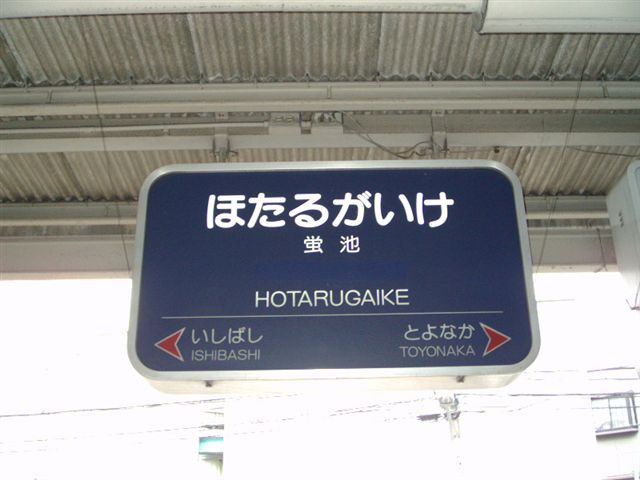
駅名標（副駅名削除後、石橋阪大前駅改称前）
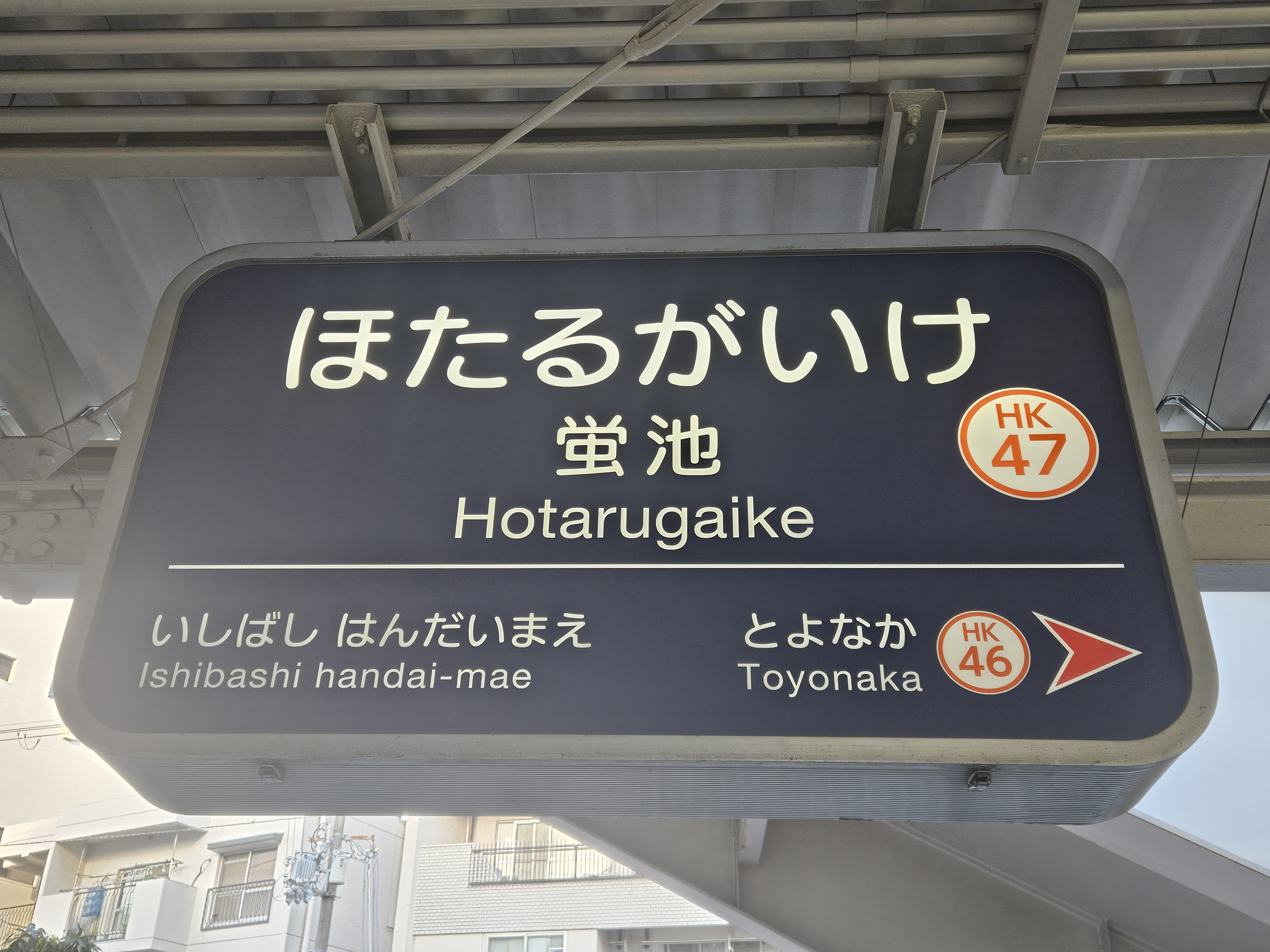
駅名標（石橋阪大前駅改称後）

## 大阪モノレール
島式ホーム1面2線を有する高架駅。改札・コンコースは2階、ホームは3階にある。改札口は1か所。阪急の橋上駅舎および複合商業施設「ルシオーレ」とは改札と同じレベルで連絡する。
大阪モノレールにおける他社線との乗換駅では、モノレールの駅は接続路線のものに対して直角ないし斜めに配置されることが多いが、当駅は用地の関係もあり阪急蛍池駅と並行したレイアウトになっており、大阪モノレール線内では唯一の例である。
コンコースには椅子や机が清涼飲料水の自動販売機と共に置かれている。大阪モノレールではこの設置スペースを「モノドリンク」と称している。

### のりば
| ホーム | 路線  | 行先         |
| ------ | ----- | ------------ |
| 1      | ■本線 | 門真市方面   |
| 2      | ■本線 | 大阪空港方面 |

- 改札（2009年6月）
- ホーム（2025年2月）
- 改札（2019年）

## 利用状況

### 阪急電鉄
2023年（令和5年）の通年平均乗降人員は37,721人である。阪急全線では南茨木駅に次いで19位。コロナ禍による影響を受けて減少に転ずる以前は、阪急電鉄の他の駅と比べて乗降客数の増加率が高くなっていた。

#### 年次別利用状況
各年次の乗降人員の推移は下表の通り。2015年までは平日限定、2016年以降は通年平均となっている。
| /        | 年次               | 乗降人員 | 乗車人員 | 降車人員 | 順位         | 出典        | 出典          |
| /        | 年次               | 乗降人員 | 乗車人員 | 降車人員 | 順位         | 阪急        | 市            |
| -------- | ------------------ | -------- | -------- | -------- | ------------ | ----------- | ------------- |
| 平日限定 | 2000年（平成12年） | 31,505   | 15,671   | 15,834   |              |             | [ 豊中市 1 ]  |
| 平日限定 | 2001年（平成13年） | 31,224   | 15,575   | 15,649   | [ 豊中市 1 ] |             |               |
| 平日限定 | 2002年（平成14年） | 30,808   | 15,376   | 15,432   | [ 豊中市 1 ] |             |               |
| 平日限定 | 2003年（平成15年） | 32,377   | 16,139   | 16,238   | [ 豊中市 1 ] |             |               |
| 平日限定 | 2004年（平成16年） | 35,114   | 17,487   | 17,627   | [ 豊中市 1 ] |             |               |
| 平日限定 | 2005年（平成17年） | 36,469   | 18,185   | 18,284   | [ 豊中市 2 ] |             |               |
| 平日限定 | 2006年（平成18年） | 37,484   | 18,711   | 18,773   | [ 豊中市 3 ] |             |               |
| 平日限定 | 2007年（平成19年） | 38,464   | 19,162   | 19,302   | [ 豊中市 4 ] |             |               |
| 平日限定 | 2008年（平成20年） | 39,326   | 19,628   | 19,698   | [ 豊中市 5 ] |             |               |
| 平日限定 | 2009年（平成21年） | 38,073   | 19,015   | 19,058   | [ 豊中市 6 ] |             |               |
| 平日限定 | 2010年（平成22年） | 38,186   | 19,091   | 19,095   | [ 豊中市 7 ] |             |               |
| 平日限定 | 2011年（平成23年） | 37,887   | 18,924   | 18,963   | [ 豊中市 8 ] |             |               |
| 平日限定 | 2012年（平成24年） | 38,102   | 19,044   | 19,058   | 21位         | [ 阪急 2 ]  | [ 豊中市 9 ]  |
| 平日限定 | 2013年（平成25年） | 39,410   | 19,704   | 19,706   | 21位         | [ 阪急 3 ]  | [ 豊中市 10 ] |
| 平日限定 | 2014年（平成26年） | 40,178   | 20,040   | 20,138   | 21位         | [ 阪急 4 ]  | [ 豊中市 11 ] |
| 平日限定 | 2015年（平成27年） | 41,354   | 20,502   | 20,852   | 21位         | [ 阪急 5 ]  | [ 豊中市 12 ] |
| 通年平均 | 2016年（平成28年） | 39,688   | 19,652   | 20,036   | 19位         | [ 阪急 6 ]  | [ 豊中市 13 ] |
| 通年平均 | 2017年（平成29年） | 39,869   | 19,869   | 20,000   | 19位         | [ 阪急 7 ]  | [ 豊中市 14 ] |
| 通年平均 | 2018年（平成30年） | 40,467   | 20,258   | 20,209   | 18位         | [ 阪急 8 ]  | [ 豊中市 15 ] |
| 通年平均 | 2019年（令和元年） | 41,690   | 20,826   | 20,864   | 18位         | [ 阪急 9 ]  | [ 豊中市 16 ] |
| 通年平均 | 2020年（令和02年） | 29,841   | 14,985   | 14,856   | 20位         | [ 阪急 10 ] | [ 豊中市 17 ] |
| 通年平均 | 2021年（令和03年） | 29,812   | 15,005   | 14,807   | 20位         | [ 阪急 11 ] | [ 豊中市 18 ] |
| 通年平均 | 2022年（令和04年） | 34,222   | 17,203   | 17,019   | 20位         | [ 阪急 12 ] | [ 豊中市 19 ] |
| 通年平均 | 2023年（令和05年） | 37,721   |          |          | 19位         | [ 阪急 1 ]  |               |

#### 特定日利用状況
「大阪府統計年鑑」によると、各年度のある特定日における1日の利用状況は下表の通り。
| 年度               | 乗降人員 | 乗車人員 | 降車人員 | 出典          |
| ------------------ | -------- | -------- | -------- | ------------- |
| 1982年（昭和57年） | 30,987   | 15,368   | 15,619   | [ 大阪府 1 ]  |
| 1983年（昭和58年） | 30,632   | 15,254   | 15,378   | [ 大阪府 2 ]  |
| 1984年（昭和59年） | 30,187   | 15,139   | 15,048   | [ 大阪府 3 ]  |
| 1985年（昭和60年） | 29,960   | 15,127   | 14,833   | [ 大阪府 4 ]  |
| 1986年（昭和61年） | 29,812   | 14,847   | 14,965   | [ 大阪府 5 ]  |
| 1987年（昭和62年） | 29,992   | 15,026   | 14,966   | [ 大阪府 6 ]  |
| 1988年（昭和63年） | 31,166   | 15,759   | 15,407   | [ 大阪府 7 ]  |
| 1989年（平成元年） | -        | -        | -        | [ 大阪府 8 ]  |
| 1990年（平成02年） | 32,582   | 16,199   | 16,383   | [ 大阪府 9 ]  |
| 1991年（平成03年） | -        | -        | -        | [ 大阪府 10 ] |
| 1992年（平成04年） | 30,015   | 14,869   | 15,146   | [ 大阪府 11 ] |
| 1993年（平成05年） | -        | -        | -        | [ 大阪府 12 ] |
| 1994年（平成06年） | -        | -        | -        | [ 大阪府 13 ] |
| 1995年（平成07年） | 25,632   | 12,585   | 13,047   | [ 大阪府 14 ] |
| 1996年（平成08年） | 25,713   | 12,701   | 13,012   | [ 大阪府 15 ] |
| 1997年（平成09年） | 31,102   | 15,394   | 15,708   | [ 大阪府 16 ] |
| 1998年（平成10年） | 30,891   | 15,223   | 15,668   | [ 大阪府 17 ] |
| 1999年（平成11年） | -        | -        | -        | [ 大阪府 18 ] |
| 2000年（平成12年） | 31,061   | 15,310   | 15,751   | [ 大阪府 19 ] |
| 2001年（平成13年） | 30,755   | 15,312   | 15,443   | [ 大阪府 20 ] |
| 2002年（平成14年） | 30,758   | 15,204   | 15,554   | [ 大阪府 21 ] |
| 2003年（平成15年） | 33,180   | 16,300   | 16,880   | [ 大阪府 22 ] |
| 2004年（平成16年） | 34,494   | 17,119   | 17,375   | [ 大阪府 23 ] |
| 2005年（平成17年） | 36,069   | 17,727   | 18,342   | [ 大阪府 24 ] |
| 2006年（平成18年） | 36,808   | 18,337   | 18,471   | [ 大阪府 25 ] |
| 2007年（平成19年） | 38,392   | 19,110   | 19,282   | [ 大阪府 26 ] |
| 2008年（平成20年） | 39,301   | 19,490   | 19,811   | [ 大阪府 27 ] |
| 2009年（平成21年） | 37,409   | 18,500   | 18,909   | [ 大阪府 28 ] |
| 2010年（平成22年） | 37,031   | 18,429   | 18,602   | [ 大阪府 29 ] |
| 2011年（平成23年） | 37,284   | 18,390   | 18,894   | [ 大阪府 30 ] |
| 2012年（平成24年） | 38,159   | 18,980   | 19,179   | [ 大阪府 31 ] |
| 2013年（平成25年） | 38,295   | 18,908   | 19,387   | [ 大阪府 32 ] |
| 2014年（平成26年） | 39,052   | 19,356   | 19,696   | [ 大阪府 33 ] |
| 2015年（平成27年） | 41,910   | 20,131   | 21,779   | [ 大阪府 34 ] |
| 2016年（平成28年） | 41,619   | 20,690   | 20,929   | [ 大阪府 35 ] |
| 2017年（平成29年） | 42,337   | 20,901   | 21,436   | [ 大阪府 36 ] |
| 2018年（平成30年） | 43,491   | 21,523   | 21,968   | [ 大阪府 37 ] |
| 2019年（令和元年） | 44,426   | 21,932   | 22,494   | [ 大阪府 38 ] |
| 2020年（令和02年） | 38,887   | 19,098   | 19,789   | [ 大阪府 39 ] |
| 2021年（令和03年） | 37,809   | 18,655   | 19,154   | [ 大阪府 40 ] |
| 2022年（令和04年） | 38,540   | 19,164   | 19,376   | [ 大阪府 41 ] |

### 大阪モノレール
2022年次の1日平均乗降人員は25,072人である。これは大阪モノレールの駅の中では千里中央駅・南茨木駅に次いで3番目に多い。
各年度の利用状況は下表の通りである。
| 年度/年次          | 各年次   | 各年次   | 各年度 乗車人員 | 出典          | 出典             |
| 年度/年次          | 乗降人員 | 乗車人員 | 各年度 乗車人員 | 府            | モノレール       |
| ------------------ | -------- | -------- | --------------- | ------------- | ---------------- |
| 1997年（平成09年） | 12,779   | 6,537    |                 | [ 大阪府 16 ] |                  |
| 1998年（平成10年） | 14,730   | 7,517    | [ 大阪府 17 ]   |               |                  |
| 1999年（平成11年） | 15,637   | 7,889    | [ 大阪府 18 ]   |               |                  |
| 2000年（平成12年） | 15,940   | 7,921    | [ 大阪府 19 ]   |               |                  |
| 2001年（平成13年） | 16,224   | 7,996    | [ 大阪府 20 ]   |               |                  |
| 2002年（平成14年） | 16,396   | 8,119    | [ 大阪府 21 ]   |               |                  |
| 2003年（平成15年） | 17,481   | 8,702    | [ 大阪府 22 ]   |               |                  |
| 2004年（平成16年） | 18,990   | 9,476    | [ 大阪府 23 ]   |               |                  |
| 2005年（平成17年） | 20,242   | 9,997    | [ 大阪府 24 ]   |               |                  |
| 2006年（平成18年） | 20,848   | 10,383   | [ 大阪府 25 ]   |               |                  |
| 2007年（平成19年） | 21,675   | 10,656   | [ 大阪府 26 ]   |               |                  |
| 2008年（平成20年） | 22,224   | 10,949   | [ 大阪府 27 ]   |               |                  |
| 2009年（平成21年） | 21,844   | 10,792   | [ 大阪府 28 ]   |               |                  |
| 2010年（平成22年） | 21,924   | 10,825   | [ 大阪府 29 ]   |               |                  |
| 2011年（平成23年） | 21,493   | 10,628   | [ 大阪府 30 ]   |               |                  |
| 2012年（平成24年） | 22,141   | 10,964   | [ 大阪府 31 ]   |               |                  |
| 2013年（平成25年） | 22,736   | 11,329   | [ 大阪府 32 ]   |               |                  |
| 2014年（平成26年） | 23,311   | 11,641   | [ 大阪府 33 ]   |               |                  |
| 2015年（平成27年） | 24,517   | 12,273   | [ 大阪府 34 ]   |               |                  |
| 2016年（平成28年） | 26,674   | 13,450   | [ 大阪府 35 ]   |               |                  |
| 2017年（平成29年） | 27,418   | 13,868   | [ 大阪府 36 ]   |               |                  |
| 2018年（平成30年） | 28,593   | 14,469   | [ 大阪府 37 ]   |               |                  |
| 2019年（令和元年） | 29,900   | 15,098   | [ 大阪府 38 ]   |               |                  |
| 2020年（令和02年） | 21,735   | 10,929   | [ 大阪府 39 ]   |               |                  |
| 2021年（令和03年） | 21,485   | 10,765   | 11,003          | [ 大阪府 40 ] | [ モノレール 1 ] |
| 2022年（令和04年） | 25,072   | 12,549   | 13,160          | [ 大阪府 41 ] | [ モノレール 2 ] |

## 駅周辺
- 蛍ヶ池（駅名・現町名の由来となった池）
- ルシオーレ - 西口の複合施設
  - 豊中市立螢池図書館
  - 豊中市蛍池公民館
- とよなかインキュベーションセンター MOMO（旧・蛍池公民館、麻田藩陣屋跡）
- 蛍池中央市場
- 豊中螢池郵便局
- 国立病院機構大阪刀根山医療センター
  - 大阪府立刀根山支援学校
- 豊中市立螢池小学校
- 豊中市立刀根山小学校
- 豊中市立第十八中学校
- 大阪府立刀根山高等学校
- 大阪医療看護専門学校
- 大阪大学豊中キャンパス（文・法・経・理・基礎工学部） - 大阪モノレール最寄り駅は柴原阪大前駅。近隣に学生寮もある。
- 北おおさか信用金庫蛍池支店
- 業務スーパー 蛍池店
- 大阪国際空港（伊丹空港）

駅南方約400メートルの地点には、個人宅のための踏切（蛍池曲線踏切）が存在する。大手私鉄では極めて珍しい。

### バス路線

#### 駅前ターミナル2番のりば
- 関西国際空港行（大阪（伊丹）空港・阪神高速経由）

現在は阪急観光バス・関西空港交通が運行する空港連絡バスが発着するのみで、路線バスは全廃された（過去には阪急バスが豊中・西宮北口・新大阪・千里中央・大阪国際空港方面への路線を運行していた）。

## 隣の駅
阪急電鉄
■宝塚本線
■特急「日生エクスプレス」・■通勤特急
通過
■急行・■通勤急行（宝塚行きのみ）・■準急（大阪梅田行きのみ）・■普通
豊中駅 (HK-46) - 蛍池駅 (HK-47) - 石橋阪大前駅 (HK-48)
大阪モノレール
■本線
大阪空港駅 (11) - 蛍池駅 (12) - 柴原阪大前駅 (13)

### 記事本文